# Aboutorab Khosravi
 (mars 2011).
 (juillet 2017).
Pour les articles homonymes, voir Khosravi.
Aboutorab ou Abutorab Khosravi (en persan: ابوتراب خسروی) est un écrivain iranien né en 1956 à Chiraz, célèbre pour avoir écrit le roman Les livres des scribes.
Chosrawi a grandi dans différentes villes, car son père était officier. Au collège, il a suivi l'enseignement de Huschang Golschiri. Chosrawi vit à Chiraz et travaille comme enseignant.
Son recueil de nouvellaes Diwan-e Sumanat (en français : Le Divan de Soumanat) a été très remarqué par les lecteurs et les critiques en Iran. Huschang Golschiri a loué son style narratif innovant.
Abutorab Chosrawi est lauréat du prix littéraire iranien Golschiri.

## Œuvres
- La Rivière du narrateur, 2003, (roman) Prix Golshiri
- Les livres des scribes, 2000, (roman) Prix Mehrégan
- Le Divan de Soumanat, 1998, (recueil de nouvelles)
- Le Chaos, 1991, (recueil de nouvelles)